# Apozomus yamasakii
Apozomus yamasakii är en spindeldjursart som först beskrevs av James Cokendolpher 1988.  Apozomus yamasakii ingår i släktet Apozomus och familjen Hubbardiidae. Inga underarter finns listade i Catalogue of Life.